# Vintage (Elektronische Musikinstrumente)

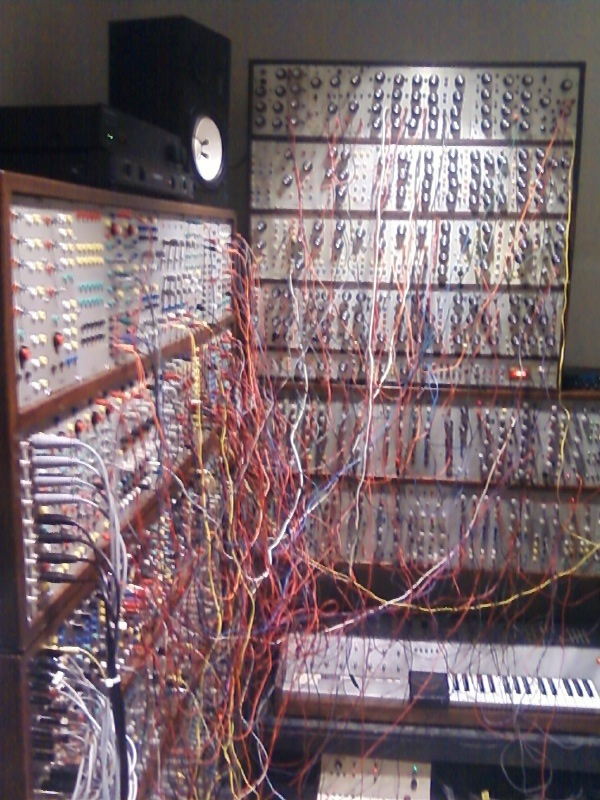
Verschiedene alte Synthesizer

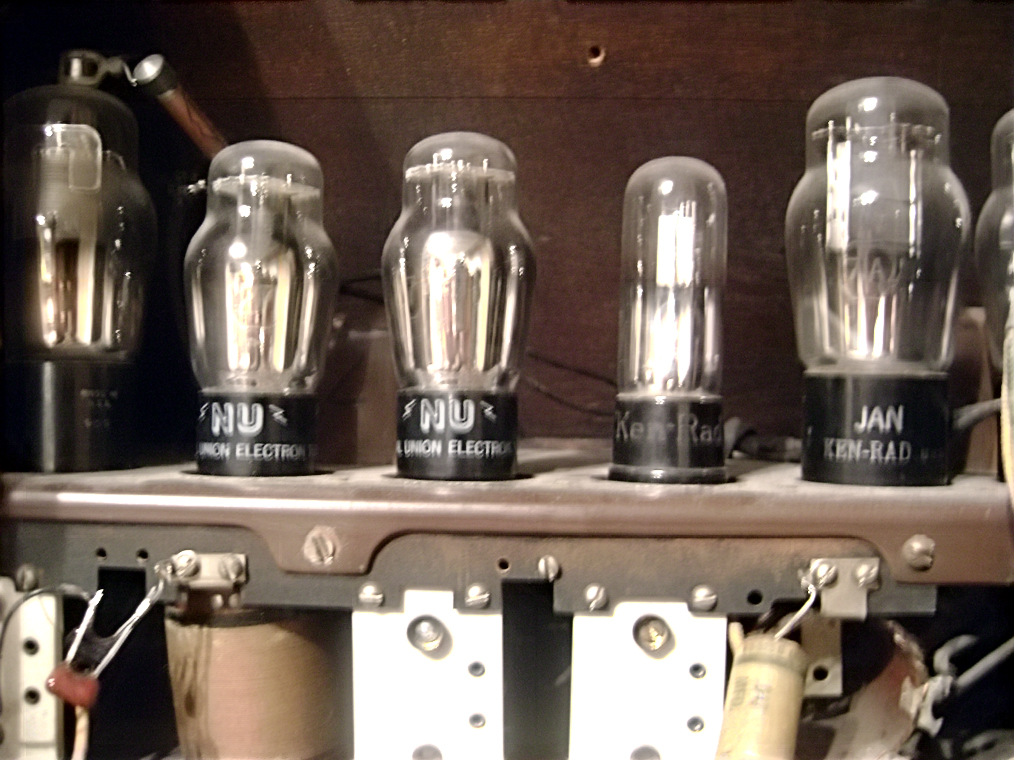
Das Innere eines Theremins von 1929

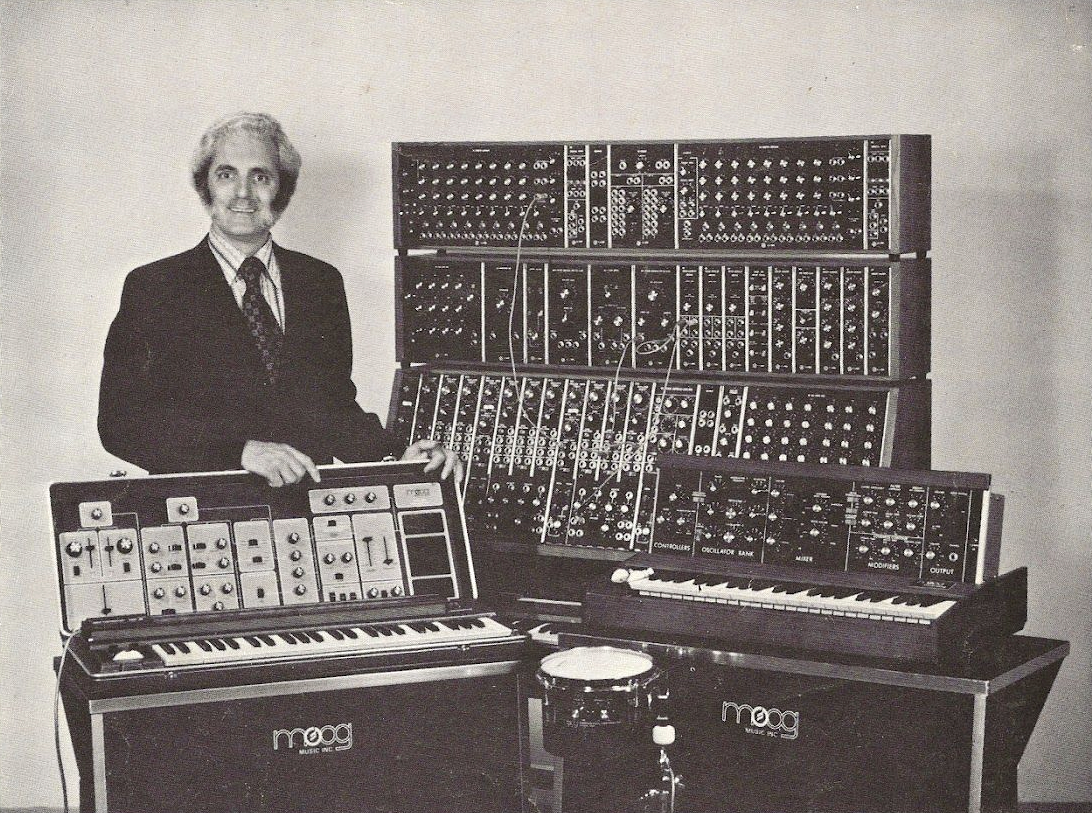
Robert Moog mit seinen Synthesizern.

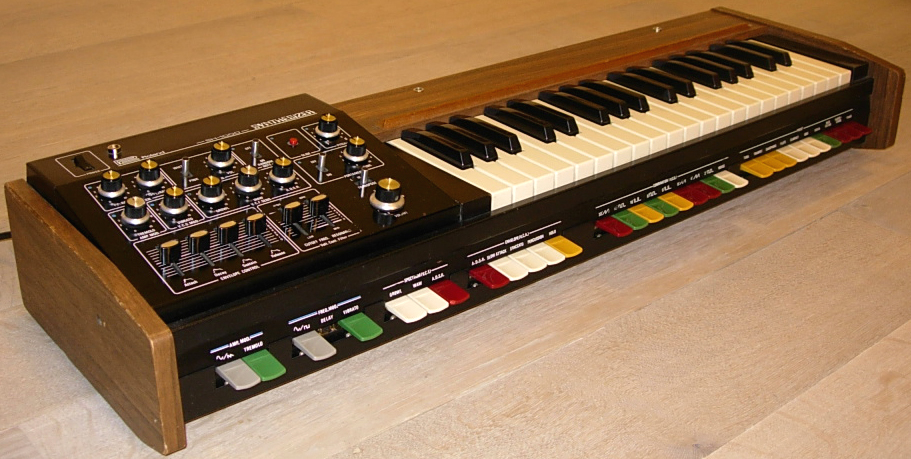
Roland SH-1000

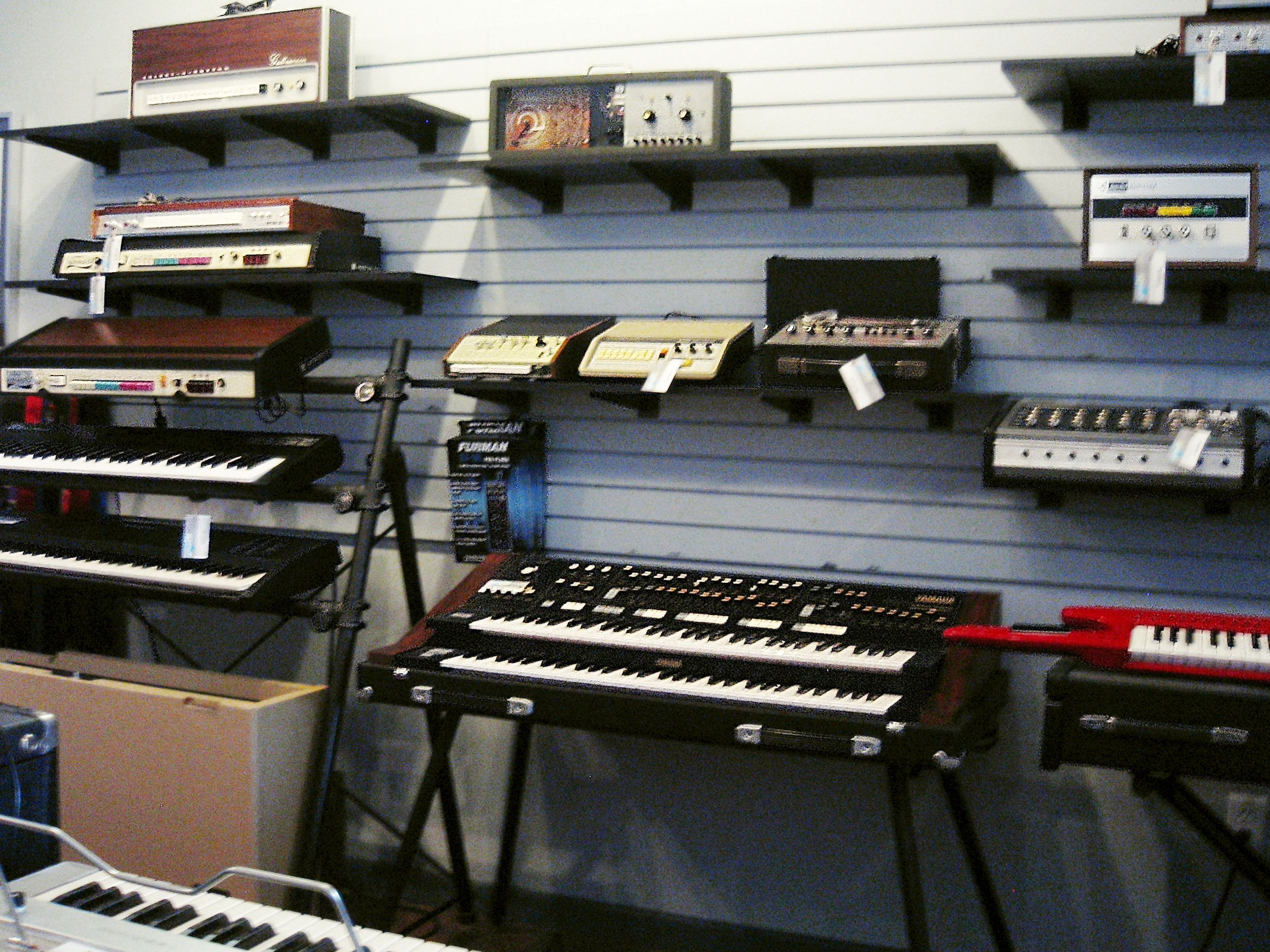
Verschiedene Vintage-Instrumente

Ähnlich wie bei akustischen Instrumenten wird der Begriff Vintage auch bei elektrophonen Instrumenten verwendet, um alte, besonders klingende Bauserien, vor allem aus der Anfangszeit der elektronischen Musik, zu bezeichnen. Auch für andere Studiogeräte wie z. B. Mischpulte, Kompressoren oder Equalizer wird der Begriff verwendet.
Im Gegensatz zum Wortgebrauch in anderen Kontext bezeichnet Vintage hier nicht alleine das Design, sondern es geht primär um Technik und Klang. Es gibt Hersteller, welche neuen Instrumenten das Aussehen von alten Geräten geben um eine Hochwertigkeit vorzutäuschen (z. B. durch analoge vu-Meter).

## Abgrenzung zu heutiger Technik
Alte Instrumente wurden meistens noch komplett analog gebaut. Deshalb und durch die Verwendung heutzutage unüblicher Bauteile wie z. B. Röhren wird diesen Instrumenten eine besondere Klangcharakteristik zugeschrieben, welche von modernen digitalen Bauweisen nicht mehr erzeugt werden kann. Eine oft vergleichsweise umständliche Bedienung der alten Geräte wird für den "warmen" Klang gerne in Kauf genommen. Aber auch alte digitale Geräte gelten heute bereits als Vintage, wobei hier früher auch andere Technologien zum Einsatz kamen. z. B. Rompler, LA-Synthese; Einige durch ihren einzigartigen Klang richtungsweisende Instrumente haben Kultstatus erlangt. z. B.:

## Synthesizer
- Moog-Synthesizer, (1964) – erster weitverbreiteter Synthesizer in modularer Bautechnik

- EMS VCS 3, (1969)
- Yamaha CS-80, (1975)
- Roland TB-303 (1981)
- Korg MS-20 (1983)
- Roland Juno-106 (1984)
- Roland D-50 (1987)
- Yamaha CS1X (1996)

## Keyboards
Zur Geschichte siehe: Elektronisches Piano
- Hammond-Orgel
- Fender Rhodes
- ARP Solina String Ensemble
- Wurlitzer Electric Piano

## Drumcomputer
- Roland CR-78, TR-606, TR-808 und TR-909
- Linn LM-1

## Diverse Geräte
- Roland MC-303, Als erste Groovebox überhaupt namensgebend für diese Instrumentengattung.

Soundmodule (Expander) waren vor allem in den 1990er-Jahren verbreitet.
- Roland MT-32

## Studiotechnik
- Yamaha NS-10 (Abhörmonitore)
- Shure SM57